# Valtiojoki
De Valtiojoki is een 20 km lange rivier in het noorden Zweden, die door de gemeente Gällivare stroomt. Joki is Fins voor rivier. De Valtiojoki ontspringt in de buurt van Moskojärvi en stroomt naar het zuidoosten naar de Ängesån.
Valtiojoki → Ängesån → Kalixälven → Botnische Golf